# Pyli
Pyli (tiếng Hy Lạp: ?) là một khu tự quản ở vùng Thessalía, Hy Lạp. Khu tự quản Pyli có diện tích 749 km², dân số theo điều tra ngày 18 tháng 3 năm 2001 là 15886 người.